# Rüdiger Willems
Rüdiger Willems ist ein deutscher Wissenschaftsmanager.

## Leben
Willems studierte Rechtswissenschaft und legte 1982 das zweite juristische Staatsexamen in Rheinland-Pfalz ab. 1991 trat er in die Generalverwaltung der Max-Planck-Gesellschaft ein. Von 1997 bis 2006 leitete er die Abteilung Personal und Personalrecht der Gesellschaft. Von 2006 bis 2017 war er stellvertretender Generalsekretär der Gesellschaft.
2017 wurde Willems schließlich als Nachfolger von Ludwig Kronthaler zum Generalsekretär der Max-Planck-Gesellschaft berufen. 2022 trat Willems in den Ruhestand. Ihm folgte Simone Schwanitz nach.